# تومي ويند
تومي ويند (بالإنجليزية: Tommy Wind)‏ هو ساحر استعراضي أمريكي، ولد في 5 مايو 1990 في جزيرة ستاتن في الولايات المتحدة.